# 생성효소
생성효소(生成酵素, 영어: synthase)는 생화학에서 ATP와 같은 뉴클레오사이드 삼인산의 분해를 수반하지 않고 합성 반응을 촉매하는 효소를 지칭한다.
원래 생화학 명명법에서는 생성효소와 합성효소(영어: synthetase)를 구별한다는 점에 유의해야 한다. 원래의 정의에 따르면 생성효소는 뉴클레오사이드 삼인산(예: ATP, GTP, CTP, dTTP, UTP)의 에너지를 사용하지 않는 반면, 합성효소는 뉴클레오사이드 삼인산의 에너지를 사용한다. 그러나 국제 순수·응용 화학 연합(IUPAC)과 국제 생화학·분자생물학 연합(IUBMB)의 생화학 명명법에 관한 공동 위원회(JCBN, Joint Commission on Biochemical Nomenclature)에 따르면 생성효소는 합성을 촉매하는 모든 효소(뉴클레오사이드 삼인산의 사용 여부에 관계없이)에 사용할 수 있는 반면, 합성효소는 연결효소(영어: ligase)와 동의어로 사용되는 것이라고 명시하고 있다.

## 예
- ATP 생성효소
- 시트르산 생성효소
- 트립토판 생성효소
- 슈도유리딘 생성효소
- 지방산 생성효소
- 셀룰로스 생성효소 (UDP 형성)
- 셀룰로스 생성효소 (GDP 형성)

## 같이 보기
- 합성효소